# Кальник Віктор Мартинович
Віктор Мартинович Кальник (нар. 21 травня 1949, с. Антоновичі, Житомирська область, Українська РСР, СРСР) — український економіст і дипломат. Надзвичайний і Повноважний Посол України в Болгарії (2007—2011).

## Життєпис
Народився 21 травня 1949 року у селі Антоновичі Овруцького району на Житомирщині. Закінчив Київський інститут народного господарства (1971), економіст. У 1999 році — Українську Академію державного управління при Президентові України.
З 1966 по 1967 — електромонтер Овруцької районної електромережі.
З 1967 по 1971 — студент Київського інституту народного господарства
З 1971 — економіст планового відділу Мукачівського винзаводу Закарпатської області.
З 11.1971 по 09.1972 — служба в збройних силах.
З 11.1972 — економіст, старший економіст з контролю за цінами
З 07.1975 — заступник начальника ряду відділів Держкомціну УРСР.
З 09.1983 — начальник Державної інспекції цін; начальник Головного управління контролю за цінами;
З 09.1988 — начальник Зведено-економічного відділу, член Комітету цін при Раді Міністрів України.
З 07.1991 по 05.1992 — заступник начальника Державної інспекції з контролю за цінами.
З 05.1992 по 09.1998 — заступник міністра, 09.1998-03.2001 — перший заступник Міністра економіки України.
З 1994 по 1998 — Народний депутат України 2-го скликання.
З 03.2001 по 07.2005 — Надзвичайний і Повноважний Посол України в Грецькій Республіці.
З 01.2002 по 07.2005 — Надзвичайний і Повноважний Посол України в Республіці Албанія за сумісництвом.
12.2005-08.2006 — перший заступник Міністра фінансів України.
З 07.02.2007 по 04.03.2011 — Надзвичайний і Повноважний Посол України в Болгарії.

## Нагороди
- орден «За заслуги» III ст.[14]
- Почесна грамота Кабінету Міністрів України[15]

## Діяльність
- Член Міжвідомчої комісії з питань регулювання ринку продовольства, цін і доходів сільськогосподарських товаровиробників.
- Голова спостережної ради Ощадбанку.
- Член Політради НДП.